# Douglas Peak
Douglas Peak är en bergstopp i Antarktis. Den ligger i Östantarktis. Australien gör anspråk på området. Toppen på Douglas Peak är 1 524 meter över havet.
Terrängen runt Douglas Peak är huvudsakligen lite kuperad. Douglas Peak är den högsta punkten i trakten. Trakten är obefolkad. Det finns inga samhällen i närheten.